# Храм Великомученицы Ирины в Покровском
Храм Великомученицы Ирины (Троицы Живоначальной) в Покровском — православный храм в Басманном районе Москвы, на месте бывшего села Покровское-Рубцово. Входит в состав Богоявленского благочиния Московской епархии Русской Православной Церкви.
Имеет статус Патриаршего подворья. При храме расположено представительство Белорусского экзархата в Москве.
Настоятель храма — архиепископ Витебский и Оршанский Димитрий (Дроздов) (с 10 октября 2013 года).
Главный престол освящён в честь Троицы Живоначальной, приделы — во имя великомученицы Ирины и во имя великомученицы Екатерины.

## Предыстория
Храм великомученицы Ирины в Покровском располагается на холмах у реки Яузы. В XVII веке село Покровское принадлежало к числу так называемых «дворцовых сел». Его жители выполняли заказы и снабжали продовольствием Кремлёвский дворец. Своё название село получило в честь храма Покрова Пресвятой Богородицы, который был заложен первым российским государем династии Романовых — Михаилом Фёдоровичем.
В 1635 году в Никольском храме села Покровского был освящён придельный храм мученицы Ирины в честь рождения государевой дочери Ирины Михайловны. В 1763 году этот храм сгорел при пожаре. По настойчивым обращениям прихожан было получено разрешение на строительство отдельного деревянного Ирининского храма на их средства.

## Строительство храма
В 1790—1800 годах по «иждевением доброхотных дателей» (то есть на средства жертвователей и при их деятельном участии) вместо деревянной была выстроена на новом месте большая каменная церковь с главным престолом Живоначальной Троицы, с приделами святых великомучениц Ирины и Екатерины.
Главный престол нового храма был освящен в честь Живоначальной Троицы, но церковь в народе сразу стала именоваться «Ирина-мученица, что в Покровском», и даже улица, на которой стоит храм, получила название Ирининской.
В 1890 году храм перестраивался (архитектор П. П. Зарудный). Относительно живописных росписей в интерьере храма Заключением Управления государственного контроля охраны и использования памятников истории и культуры установлено, что: "Первоначально храм расписывался вскоре после постройки, но уже в 1813 году живопись подновлялась. Значительные работы по росписям проводились в середине и в конце XIX века. Констатировано наличие в храме росписей, выполненных на высоком профессиональном уровне и представляющих художественную ценность. Представление о достоинстве храмовой живописи подтвердили зондажные раскрытия, выполненные по заказу храма художником-реставратором В. Панкратовым, а также экспертное заключение кандидата искусствоведения, художника-реставратора С. Филатова. Настенная живопись каждого объёма храма отражает эволюцию стиля церковных росписей на протяжении XIX века. Фрагменты наиболее ранней живописи, датируемые первой половиной XIX века, сохранились в Троицкой церкви, включающей в себя композицию "Ветхозаветная Троица «/Гостеприимство Авраама/, изображения Св. Елены и других мучениц, полотенца и разгранки в нижних частях, а также фрагменты орнамента на своде. Наиболее интересной представляется живопись трапезной Екатерининской церкви — композиция „Тайная вечеря“ на западном склоне свода. Роспись выполнена маслом на золоченом фоне в палехской манере, имитирующей древнерусскую живопись. С ориентацией на „академическую манеру“ росписи по образцам храма Христа Спасителя выполнена наиболее поздняя живопись в алтаре церкви св. Ирины. Принимая во внимание художественные достоинства раскрываемой живописи, следует отметить, что значение росписи не ограничивается декоративно-художественной функцией, но заключает духовно-символическую программу в сюжетах и сценах священной истории, воплощая идею храма, как образа мироздания. Проведенные раскрытия подтвердили то, что в храме сохранился живописный ансамбль, который должен быть восстановлен.». Предположительно авторство части живописи храма может принадлежать В. М. Васнецову и М. В. Нестерову.

## Послереволюционное время
В 1927 году храм был закрыт советскими властями. Настоятель храма был репрессирован. Здание церкви стало переходить из рук в руки. В разное время здесь размещались: тир ворошиловских стрелков, завод, продовольственная база. Была разрушена колокольня, снесены купола и храмовая ограда, уничтожено все внутреннее убранство, замазаны фрески.
Колокола с колокольни пошли в переплавку: именно из этого металла отлиты статуи и барельефы, установленные на фасаде здания Румянцевской библиотеки (бывшей библиотеки им. Ленина).

## Новейшая история
В 1992 году храм Святой Великомученицы Ирины был возвращен Русской Православной Церкви. В нём стали совершаться регулярные богослужения, и параллельно — экстренные ремонтно-реставрационные работы.
10 октября 2013 года по благословению Патриарха Московского и всея Руси Кирилла при храме святой великомученицы Ирины открыто Патриаршее подворье, Представительство Белорусского Экзархата. Настоятелем храма св. мц. Ирины был назначен архиепископ Витебский и Оршанский Димитрий. Одна из достопримечательностей Ирининской церкви — уникальная аромолаборатория, в которой изучаются древние рецепты благовоний, и изготавливается известный Ирининский ладан.
При храме св. вмц. Ирины в Покровском действует Воскресная школа для детей (по воскресным дням — после окончания службы), катехизаторские курсы для взрослых (по четвергам — в 16.00), курсы английского языка, компьютерный класс, кружок флористики и кружок рисования.
При храме св. вмц Ирины в Покровском действует учреждение дополнительного высшего и среднего специального образования Высшие православные курсы «Со-действие» с отделениями: иконописи, церковного пения, пошива церковных облачений.